# Вільгельм Гайдінгер
 Вільгельм Карл Ріттер фон Гайдінгер (нім. Wilhelm Karl Ritter von Haidinger нар. 5 лютого 1795 — пом. 19 березня 1871) — австрійський геолог, мінералог і геофізик.

## Біографія
Вільгельм Карл Ріттер фон Гайдінгер народився 5 лютого 1795 року у Відні.
Навчався в школі Святої Анни та Віденському університеті. Його наставником був професор Фрідріх Мос. У 1817 році Гайдінгер супроводжував Мооса до університету Фрайбурга. У 1822 році здійснив подорожі до Франції та Англії, деякий час мешкав у Единбурзі (Шотландія). Повернувшись на батьківщину, взявся за науковий напрямок роботи заводу з виробництва порцеляни Ельбоген (Elbogen), що належав його братам.
У 1828 році, займаючись дослідженням мінералів, В. Гайдінгер відкрив явище, що отримало назву «фігура Гайдінгера». З допомогою цього явища можливо візуально впевнитись у тому, що широкий однорідний віхоть лінійно поляризованого світла дійсно поляризований..
У 1840 році призначений радником міністра та хранителя Імператорського мінералогічного кабінету. На цій посаді він присвятив себе збагаченню колекції, завдяки чому музей став найкращим у Європі.
Від 1843 року В. Гайдінгер розпочав низку лекцій з мінералогії, які давав по всьому світу під назвою «Handbuch der bestimmenden Mineralogie».
У 1845 році В. Гайдінгер уклав першу геологічну карту Австрії. Зробив значний внесок у вивчення оптики, вперше відкрив дихроїзм кругової поляризації (в аметисті).
Ним ретельно досліджено низку мінералів, більшість з яких отримали свої назви саме від В. Гайдінгера: аргентит, борніт (на честь Ігнаца фон Борна), гьорнесіт (на честь Моріца Гьорнеса), ереніт, манганіт, сидерит, цинкіт тощо.
У 1846 році, вивчаючи властивості мінералів у поляризованому світлі, наполегливо намагався виявити будь-який візерунок у світлі, що відбивається. Він виявив тьмяну жовтувату пляму овальної форми, ніби хвіст лисиці чи пензлика художника. Цей хвіст нині відомий, як «хвіст Гайдінгера» і до сьогодні залишається малодослідженим (навіть серед вчених-оптиків).
Після відкриття Імператорського геологічного інституту, в 1849 році, обраний його директором, займав цю посаду сімнадцять років. Обирався членом Імператорської Ради сільського господарства і шахт, членом Імператорської Академії наук у Відні. Став засновником товариства Друзів природи.
У 1858 році з ініціативи та за сприяння В. Гайдінгера австрійський уряд послав фрегат «Novarra» в довколосвітну подорож з метою вивчення торговельних можливостей.
У 1858 році обраний закордонним членом Королівської Шведської Академії наук. Став членом Геттінгенської академії наук.
У 1865 році отримав лицарський титул, а наступного року усамітнився в своєму маєтку Дорнбах (нім. Dornbach) поблизу Відня.
Помер 19 березня 1871 року.

## Публікації
Власноруч доповнив і переклав англійською мовою покажчик «Grundriß der Mineralogie», виданий в Единбурзі в трьох томах під назвою «Трактат про мінералогію» (1825).
- Anfangsgründe der Mineralogie / Основи мінералогії (Лейпциг, 1829).
- Geognotische Übersichtskarte der österreichischen Monarchie / Геологічна оглядова карта Австрійської імперії (Відень, 1847).
- Bemerkungen über die Anordnung der kleinsten Teilchen in Christallen / Міркування щодо конфігурацій найдрібніших часток в кристалах (Відень, 1853)
- Interferenzlinien am Glimmer / Лінії інтерференції при мерехтінні (Відень, 1855)
- Vergleichungen von Augit und Amphibo / Порівняння фон Авгіта та Амфібо (Відень, 1855)

## Пам'ять
У 1935 році ім'ям Вільгельма Гайдінгера названо один з кратерів на Місяці (№ 4287)